# Pheia taperinhae
Pheia taperinhae är en fjärilsart som beskrevs av Paul Dognin 1923. Pheia taperinhae ingår i släktet Pheia och familjen björnspinnare. Inga underarter finns listade i Catalogue of Life.